# 愛知県出身の文化人一覧
愛知県出身の文化人一覧（あいちけんしゅっしんのぶんかじんいちらん）は、Wikipedia日本語版に記事が存在する愛知県出身の文化人の一覧表である。

## 学者

### 明治時代までの学者
主な活躍期が明治期までの学者。
- 岩瀬忠震（日米修好通商条約、日ロ和親条約、締結した。「蛮書調所」開成所（東京大学前身創始者）、「講武所」（日本陸軍創始者）「長崎海軍伝習所」（日本海軍創始者）開祖者）：新城市
- 浅井国幹（著名な漢方医）：名古屋市
- 伊藤圭介（近代植物学の祖、日本最初の理学博士）：名古屋市
- 伊藤両村（儒学者）
- 宇都宮三郎（化学者：日本で最初にセメントを製造）
- 大原幽学（江戸時代の農政学者）：名古屋市
- 河村秀根（国学者）：名古屋市
- 岸上鎌吉（東京大学水産学科、初代教授）：東海市
- 清沢満之（近代日本最初の宗教哲学者。「大谷大学」初代学監（学長））：名古屋市
- 柴田承桂（薬学者。東京大学薬学部の創始者、初代教授、等々。森鷗外の『雁』にも登場する明治期の有名人）：名古屋市
- 下山順一郎（日本薬剤師会会長等、日本近代薬学の祖、日本最初の薬学博士）：犬山市
- 菅江真澄（民俗学の先駆者）：豊橋市
- 千本福隆（東京物理学講習所、現・東京理科大学の創立者の一人）
- 土井利位（日本初の自然科学書、『雪華図説』の刊行）：刈谷市
- 中村恭平（東京物理学校第3代校長。夏目漱石の友人、『吾輩は猫である』の苦沙弥先生のモデルとされている）：田原市
- 細井平洲（儒学者、上杉鷹山の師）：東海市
- 松平君山（儒学者、地理学者）：名古屋市
- 横井千秋（江戸時代の国学者。本居宣長の門人）：名古屋市
- 横井時冬（日本の経済史の先駆的な研究で知られる歴史学者）：名古屋市
- 鷲津毅堂（漢学者）： 一宮市
- 渡辺政香（国学者）：西尾市

### 大正時代以降の学者

#### ノーベル賞・フィールズ賞等の受賞者・関連する学者
- 利根川進（ノーベル生理学・医学賞受賞者）：名古屋市
- 小柴昌俊（ノーベル物理学賞受賞者、物理学者）：豊橋市
- 小林誠（ノーベル物理学賞受賞者。未発見の「クォーク」の存在を理論的に予測、小林・益川理論）：名古屋市
- 益川敏英（ノーベル物理学賞受賞者。未発見の「クォーク」の存在を理論的に予測、小林・益川理論）：名古屋市
- 森重文（数学者、フィールズ賞受賞者、他にコール賞等）：名古屋市
- 木村資生（日本人で唯一のダーウィン・メダル受賞者、他に文化勲章等、集団遺伝学、生物学者）：岡崎市
- 永田武（イギリス王立天文学会ゴールドメダル受賞者、他に文化勲章等、アメリカ科学アカデミー名誉会員、地球物理学者）：岡崎市
- 稲田龍吉（ワイル病、病原体の発見者。日本人初期のノーベル賞候補者の一人。文化勲章等、細菌学者）：名古屋市
- 本多光太郎（冶金学者。KS磁石鋼を開発。日本人初期のノーベル賞候補者の一人、文化勲章等、元・東北大学総長）：岡崎市
- 飯嶋徹 （素粒子物理学者、小林・益川理論の実験的検証）
- 伊藤正男（脳神経生理学者。第16期日本学術会議会長、元理研センター長、文化勲章等）：名古屋市
- 竹市雅俊（カドヘリンの発見者、理化学研究所発生・再生科学総合研究センター所長）：名古屋市
- 青木昌彦（経済学者）：名古屋市
- 家永三郎（東京教育大学名誉教授、歴史学者、恩賜賞）：名古屋市
- 下村努（父はノーベル化学賞受賞者、下村脩。UCSD主席特別研究員、ケビン・ミトニックとの対決が映画化されている）：名古屋市

#### 大正時代以降の文学者・言語学者
- 青山誠子（英文学者）：名古屋市
- 荒川惣兵衛（あらかわ・そおべい、言語学者）：名古屋市
- 池田健太郎（ロシア文学）
- 伊藤敬一（中国文学、東京大学名誉教授）：名古屋市
- 伊藤進（フランス文学）
- 伊藤漱平（中国文学、元・二松學舍大学学長。『紅楼夢』の訳者）
- 今泉潤太郎（中国語学）：豊橋市
- 今泉忠義（国語学者）：新城市
- 宇佐美斉（フランス文学者）：名古屋市
- 大橋洋一（英文学者）： 名古屋市
- 小津次郎（英文学者、元日本英文学会会長。映画監督の小津安二郎は、また従兄弟）：名古屋市
- 鏡味国彦（英文学）：名古屋市
- 加藤主税（英文学者）：瀬戸市
- 加藤守雄（国文学者、師である折口信夫から関係を迫られ、逃げ出した話は有名）：名古屋市
- 川村二郎（ドイツ文学者、文芸評論家）
- 木村護郎クリストフ（社会言語学者）：名古屋市
- 久曾神昇（国文学者、元愛知大学学長）：豊橋市
- 熊沢復六（ロシア文学）
- 榊原晃三（フランス文学）：名古屋市
- 桜井好朗（文学博士、国文学者、椙山女学園大学名誉教授）
- 佐々木高政（英語学者。一橋大学名誉教授）
- 柴田武（国語学者）
- 鈴木力衛（フランス文学者、演劇評論家）
- 関山和夫（国文学、京都西山短期大学学長）
- 高木市之助（国文学者）：名古屋市
- 滝崎安之助（ドイツ文学）
- 外山滋比古（言語学者）：西尾市
- 中野美知子（応用言語学者）
- 原田敬一 (アメリカ文学者)：名古屋市
- 樋口芳麻呂（国文学者）
- 久松潜一（国文学者、万葉集の研究）：東浦町
- 兵藤裕己（日本文学者）
- 藤井淑禎（日本文学）：豊橋市
- 松江崇（中国語学、京都大学教授）
- 松永美穂（ドイツ文学）：名古屋市
- 村上公一（中国文学、早稲田大学教授、早稲田実業学校長）
- 安田文吉（国文学者）：名古屋市
- 山田有策（日本文学）
- 吉澤義則（国語学者、国文学者）
- 杉戸清樹 (国語学者：独立行政法人国立国語研究所長):名古屋市

#### 大正時代以降の歴史学者・考古学者・文化人類学者
- 石田茂作（仏教考古学者）：岡崎市
- 稲川誠一（歴史学者）：名古屋市
- 井上秀雄（歴史学者）
- 井野瀬久美惠（歴史学者）
- 江口圭一（歴史学者）：名古屋市
- 大橋俊雄（歴史学者）：一宮市
- 加藤聖文（歴史学者）
- 小島鉦作（歴史学者）：名古屋市
- 神野清一（歴史学者）
- 新見吉治（歴史学者：日本初の歴史教授法を開講した）
- 千田嘉博（考古学者）
- 高取正男（民俗学者）：名古屋市
- 竹内理三（歴史学者）
- 田中真人（歴史学者）：名古屋市
- 都築忠七（歴史学者、恩賜賞）：知多郡阿久比村
- 芳賀登（日本史学者）：豊川市
- 林英夫（歴史学者）
- 平出鏗二郎（歴史学者）：名古屋市
- 深草正博（歴史学者）：名古屋市
- 藤村道生（歴史学者）：名古屋市
- 夫馬進（歴史学者、恩賜賞）
- 本田実信（歴史学者、京都大学名誉教授）
- 森銑三（博学で知られる在野の歴史学者）：刈谷市
- 森部豊（東洋史学者）：岡崎市
- 吉田孝（歴史学者）

#### 大正時代以降の哲学者・宗教学者・芸術学者・心理学者
- 赤尾敏（思想家）
- 伊吹敦（仏教学者）
- 今枝由郎（フランス国立科学研究センター主任研究員）
- 梅原猛（哲学者、、文化勲章。宮城生まれ、生後まもなく父の実家の南知多へ移る）
- 宇井伯寿（インド哲学者、元駒澤大学学長、文化勲章）：宝飯郡御津町
- 太田信夫（認知心理学者）
- 横超慧日（仏教学者）
- 大槻快尊（心理学者）
- 小倉志祥（哲学者）
- 加藤常賢（中国哲学者、元・二松學舍大学学長）
- 萱野稔人（哲学者）
- 清沢哲夫（哲学者、宗教家）：碧南市
- 熊倉純子（アートマネジメント研究者）：名古屋市
- 高坂正顕（哲学者、政治学者の高坂正堯は子供）：名古屋市
- 上妻精（哲学研究者、東北大学名誉教授）：名古屋市
- 小西聖子（心理学者）
- 佐々木月樵（仏教学者、教育者。第3代大谷大学学長）
- 榊原達哉（哲学者）：名古屋市
- 椎尾弁匡（仏教学者、元大正大学学長、元衆議院議員）：名古屋市
- 杉浦淳吉（心理学者）
- 鈴木格禅（仏教学者）
- 竹内敏雄（美学者）
- 谷川徹三（哲学者：元法政大学学長、谷川俊太郎の父）常滑市
- 玉村竹二（仏教学者、日本学士院賞）：名古屋市
- 塚本善隆（中国仏教史学研究の第一人者、元京都大学人文科学研究所所長、元京都国立博物館館長）
- 辻佐保子（名古屋大学名誉教授。美術史家）
- 辻惟雄（美術史家）：名古屋市
- 土岐健治（聖書学者、一橋大学名誉教授）：名古屋市
- 友松円諦（仏教学者、宗教家。「全日本仏教会」初代事務総長）：名古屋市
- 那須政隆（仏教学者、元・大正大学学長）：津島市
- 西谷修（哲学者）
- 野々村文宏（美術評論家、芸術学者）
- 羽田野伯猷（仏教史学者、東北大学名誉教授、日本学士院賞）
- 前田惠學（インド哲学者、恩賜賞）：名古屋市
- 前田專學（インド哲学者、日本学士院賞、東京大学名誉教授）：名古屋市
- 溝口雄三（中国思想史）：名古屋市
- 宮下規久朗（美術史）：名古屋市
- 森信三（哲学者）
- 山口恵照（インド哲学者）：一宮市
- 山岸俊男（社会心理学者）：名古屋市
- 渡邊博（哲学者）

#### 大正時代以降の法学者
- 浅野直人（環境法学者、福岡大学名誉教授、中央環境審議会会長）：名古屋市
- 碧海純一（東京大学名誉教授、法哲学者）：名古屋市
- 朝見行弘（法学者）
- 井戸田侃（法学者）
- 浦部法穂（法学者）
- 大隅健一郎（法学者、文化勲章。京都大学名誉教授、元最高裁判所判事）
- 大塚直（法学者）
- 加藤克佳（刑事法学者）：名古屋市
- 加藤久雄（刑法学者）
- 加藤良三（法学者）：清須市
- 雉本朗造（法学者：民事訴訟法の確立者、大正デモクラシー理論的旗手）
- 佐久間修（法学者）
- 竹内昭夫（法学者）
- 戸松秀典（憲法学者）
- 橋爪隆（刑法学者）
- 浜井浩一（法学者）
- 福本知行（法学者）：名古屋市
- 本間政雄（法学者：京都大学理事、副学長、 国立大学マネジメント研究会初代会長）
- 松井茂記（憲法学者）
- 山田卓生（法学者）：名古屋市
- 横田喜三郎（国際法学者、文化勲章、第三代最高裁判所長官）：江南市

#### 大正時代以降の政治学者
- 浅井基文（政治学者。元外交官）
- 浅見靖仁（政治学者）
- 足立幸男（政治学者）：名古屋市
- 伊藤恭彦（政治学者）：名古屋市
- 今川晃（政治学者）：知多市
- 植村秀樹（国際政治学者）：新城市
- 浦野起央（国際政治学者）：豊川市
- 片桐薫（政治学者）
- 勝田吉太郎（政治学者、奈良県立商科大学、現奈良県立大学、鈴鹿国際大学元学長）
- 金子宗徳（政治学者）：名古屋市
- 上野友也（政治学者）：刈谷市
- 神谷不二（国際政治学者）：名古屋市
- 木戸蓊（政治学者）：名古屋市
- 黒宮一太（政治学者）
- 小林誠（政治学者）
- 坂本多加雄（政治学者）：名古屋市
- 志水速雄（政治学者）
- 末近浩太（国際政治学者）
- 高柳先男（政治学者）：豊橋市
- 日高義樹（国際政治学者・米ハドソン研究所首席研究員）
- 牧原出（政治学者）
- Yamato Ichihashi（政治学者、元スタンフォード大学教授、日米外交史専攻）：名古屋市

#### 大正時代以降の経済学者・経営学者・商学者
- 安藤隆穂（経済学者、名古屋大学名誉教授、日本学士院賞）：豊田市
- 石黒馨（経済学者、神戸大学名誉教授）
- 伊丹敬之（経営学者、一橋大学名誉教授、国際大学学長、元組織学会会長、文化功労者）： 豊橋市
- 内田義彦（経済学者）：名古屋市
- 大橋英五（会計学者、第18代立教大学総長）：名古屋市
- 大林良一（経済学者、元成城大学学長）：豊川市
- 奥村悳一（経営学者、横浜国立大学名誉教授）：名古屋市
- 加古宜士（会計学者、早稲田大学名誉教授）：西尾市
- 春日井薫（経済学者、明治大学元総長）
- 神戸正雄 （財政学者、法学者、恩賜賞。元京都市長、関西大学学長、京都大学名誉教授）：一宮市
- 小島清（一橋大学名誉教授、元日本国際経済学会理事長）：名古屋市
- 小島廣光（経営学者、北海道大学大学院教授）：一宮市
- 佐々木雅幸（経済学者、大阪市立大学名誉教授）：名古屋市
- 塩野谷九十九（経済学者、名古屋大学名誉教授）
- 塩野谷祐一（経済哲学、元・一橋大学学長、日本学士院賞）：豊橋市
- 鈴村興太郎（日本を代表する国際的経済学者、第20期日本学術会議副会長、日本学士院賞）：常滑市
- 鈴木憲久 （経済学者、拓殖大学第八代総長）
- 仙田左千夫 （経済学者、滋賀大学名誉教授）
- 侘美光彦（マルクス経済学、東京大学名誉教授、日本学士院賞）
- 田中洋（マーケティング論、中央大学名誉教授、元日本マーケティング学会会長）
- 寺本義也（経営学者、ハリウッド大学院大学副学長）：名古屋市
- 長尾伸一（経済史学者、名古屋大学名誉教授）
- 野々村一雄（経済学者、一橋大学名誉教授、元経済理論学会代表幹事）
- 野田一夫（経営学者、宮城大学元学長、多摩大学名誉学長）
- 波多野鼎（経済学者、元・参議院議員、農林大臣）
- 伴金美（経済学者、大阪大学名誉教授、元環境経済・政策学会副会長）
- 福地崇生（経済学者、京都大学名誉教授、元日本地域学会会長）：名古屋市
- 水谷研治（経済学者、中京大学名誉教授）
- 三輪芳朗（経済学者、東京大学名誉教授）
- 武藤長蔵（経済学者、長崎高等商業学校名誉教授）：津島市
- 山口義行（経済学者、立教大学名誉教授）
- 山田盛太郎（経済学者、東京大学名誉教授、『日本資本主義発達史講座』）
- 山田勇（経済学者、一橋大学名誉教授、元日本統計学会会長）

#### 大正時代以降の社会学者・教育学者・地理学者
- 阿部潔（社会学者）：名古屋市
- 石川謙（教育史学者、恩賜賞）
- 大島襄二（文化地理学者。太平洋学会会長）：名古屋市
- 大矢雅彦（地理学者、葛飾区郷土と天文の博物館名誉館長）：名古屋市
- 川勝博（教育学者）：名古屋市
- 小林茂（地理学者、人文地理学会賞、日本地理学会賞、優秀賞）
- 榊原千絵（地理学者、元・コロンビア大学付属地球研究所研究員）
- 志賀重昂（地理学者、衆議院議員）：岡崎市
- 柴田義松（教育学者、日本教育方法学会会長）
- 関戸明子（地理学者）：名古屋市
- 塚本鋭司（教育哲学）
- 富田和暁（地理学者、日本都市学会賞）
- 平川一臣（地理学者）
- 山崎憲治（地理学者）
- 横井茂樹（社会システム情報学）
- 吉田民人（社会学者、東京大学名誉教授、第18期日本学術会議副会長、元日本社会学会会長）

#### 大正時代以降の理学者
- 飯尾隆義（生物物理学）
- 今井裕（天文学者）
- 梅村浩（数学者、名古屋大学名誉教授）：名古屋市
- 太田朋子（第1回猿橋賞受賞者、日本学士院賞、日本人女性として初めての、アメリカ芸術科学アカデミー外国人名誉会員）
- 岡崎恒子（名古屋大学名誉教授、分子生物学）
- 奥田治之（天文学者）
- 尾崎洋二（天文学者、東京大学名誉教授）
- 木村克美（分子科学、分子科学研究所名誉教授）：岡崎市
- 小杉健郎（天文学者）
- 小山勝二（宇宙物理学者：京都大学教授、X線天文学の世界的権威者）：西尾市
- 榊佳之 （遺伝子情報学：「ヒトゲノム」の解析の世界的権威者、「豊橋技術科学大学」学長）：名古屋市
- 塩見美喜子（猿橋賞）：名古屋市
- 神野清勝（化学者）：名古屋市
- 杉浦昌弘（植物分子生物学者、世界で初めて葉緑体ゲノムの全塩基配列を決定）：岡崎市
- 杉浦光夫（数学者、東京大学名誉教授）：岡崎市
- 高畑尚之（集団遺伝学、総合研究大学院大学学長）：名古屋市
- 田口泰子（生物学者）
- 田中雅臣（天文学者）
- 出口修至（天文学者）
- 寺部茂（分析化学、元日本分析化学会会長。キャピラリー電気泳動法によるミセル動電クロマトグラフィーの開発者）
- 土井正男（物理学者、英国物理学会名誉会員）：田原市
- 戸谷友則（天文学者）：名古屋市
- 富田英夫（生物学者）：名古屋市
- 戸本誠（素粒子物理学者）
- 中尾佐助（植物学者）
- 永田雅宜（京都大学名誉教授。数学者）：大府市
- 早川尚男（物理学者）：名古屋市
- 彦坂忠義（原子力物理学者）：豊橋市
- 福山透（有機化学者）： 安城市
- 福住俊一（化学者）：名古屋市
- 藤嶋昭（化学者、恩賜賞、東京理科大学学長。元・日本化学会会長）：豊田市
- 伏見康治（物理学者、元日本学術会議会長、元参議院議員）：名古屋市
- 松原聰（鉱物学者）
- 松本敏雄（天文学者）：瀬戸市
- 水野猛（分子生物学）
- 宮林謙吉（素粒子物理学者）
- 山崎一雄（化学者、恩賜賞）：名古屋市
- 吉田光邦（科学史家、京都大学名誉教授、元京都文化博物館館長、元京都大学人文科学研究所所長）：名古屋市
- 米本昌平（科学史家）
- 和達清夫（地震学者）

#### 大正時代以降の工学者
- 板倉文忠（情報通信工学者、IEEEフェロー）：豊川市
- 市之瀬敏勝（工学者）：名古屋市
- 伊藤孝行（工学者）：北名古屋市
- 岩崎誠（工学者）：名古屋市
- 宇都宮裕（材料工学者・塑性加工学者）
- 岡部金治郎（電気工学者：マグネトロンの発明者。文化勲章等、大阪帝国大学理学部創設者の一人）：名古屋市
- 尾崎俊治（工学者）
- 加藤六美（元東京工業大学学長、元国立大学協会会長）
- 加藤与五郎（電気化学者：フェライトの発明者、元米GE研究所所長）：刈谷市
- 榊裕之（電子工学者、豊田工業大学学長。グリッド入り量子構造の発明者、江崎玲於奈賞、日本学士院賞等）
- 佐野榮太郎（情報技術者、ソフトウェア作家）
- 澤田享（建築学者、建築史家）
- 末永康仁（工学者、名古屋大学名誉教授）：名古屋市
- 谷口敏雄（工学者）
- 月尾嘉男（工学者、東京大学名誉教授）：名古屋市
- 内藤治夫（工学者、パワーエレクトロニクス）
- 中村昌生（建築史家、日本芸術院賞。京都工芸繊維大学名誉教授、福井工業大学名誉教授）
- 新家光雄（工学者、東北大学名誉教授、日本金属学会会長）：岡崎市、西尾市
- 西澤泰彦（建築史家）
- 花田修治（工学者、東北大学名誉教授、本多記念会理事長、元日本金属学会副会長）
- 平野眞一（工学者、名古屋大学総長）
- 三浦正幸（建築学、城郭史）：名古屋市
- 三輪實（工学者）
- 村瀬洋（工学者、IEEEフェロー）
- 森政弘（ロボット工学者、日本機械学会賞）：名古屋市
- 山田一郎（工学者、東京大学大学院教授）
- 山中龍夫（宇宙工学）：津島市

#### 大正時代以降の医学者・歯学者・薬学者
- 小酒井光次 (医学者、生理学、血清学、東北帝国大学教授、探偵小説家の小酒井不木)：蟹江町
- 青木継稔（医学者、東邦大学学長）
- 芦原睦（医学者）：名古屋市
- 太田進（医学者）
- 小笠原登（医学者）：あま市
- 荻野久作（産婦人科医・性科学者。オギノ式）：豊橋市
- 加藤延夫（細菌学者、元名古屋大学総長）
- 久野寧（生理学者、文化勲章）：名古屋市
- 栗田昌裕（医学者）
- 近藤克則（社会福祉学者、千葉大学教授、日本福祉大学客員教授）：豊川市
- 坂田隆（生理学者、石巻専修大学学長）：名古屋市
- 清水博（東京大学名誉教授、生命科学者・薬学者）：瀬戸市
- 高橋明（医学者、元日本医師会会長）：田原市
- 滝川一廣（精神医学）：名古屋市
- 津金澤督雄(元鹿児島大学教授・法医学者)
- 永津俊治（カテコールアミン研究の世界的権威、名古屋大学名誉教授）
- 林康紀（生理学者）：名古屋市
- 宮川米次（医学者、日本学士院賞）：豊橋市
- 宮崎秀樹（元・参議院議員、日本医師会副会長）
- 山中康裕（精神医学者、京都大学名誉教授）
- 吉田統彦（衆議院議員、ジョンズ・ホプキンス大学研究員）：名古屋市

#### その他の大正時代以降の学者
- 江口吾朗（基礎生物学研究所名誉教授、熊本大学元学長）：名古屋市
- 岡田邦彦（ハーバード大学ケネディスクール研究員）：名古屋市
- 川勝久（慶應義塾大学元教授）
- 三輪徳寛（旧制千葉医科大学：現千葉大学元学長）

## クラシック音楽の演奏家・関係者

### 世界的に著名な人物
- 鈴木鎮一（スズキ・メソードの創始者。音楽教育家としての名声は国際的。父親は世界ブランド鈴木バイオリンの創業者、鈴木政吉）：名古屋市
- 永野英樹（アンサンブル・アンテルコンタンポランのソロピアニスト、フランス在住）：名古屋市

### 国際コンクールの優勝者
- 磯村和英（ヴィオリスト、ミュンヘン国際音楽コンクール弦楽四重奏部門、優勝）
- 伊藤恵（ピアニスト、ミュンヘン国際音楽コンクールのピアノ部門、優勝）：名古屋市
- 牛田智大（ピアニスト、浜松国際ピアノアカデミーコンクール（アカデミーコンクール）、史上最年少（小学生）で１位）：名古屋市
- 神谷美千子（ヴァイオリニスト、ハノーファー国際ヴァイオリン・コンクール優勝）：名古屋市
- 川本嘉子（ヴィオリスト、ジュネーヴ国際音楽コンクールヴィオラ部門）：名古屋市
- 小林美恵（ヴァイオリニスト、ロン＝ティボー国際コンクールのヴァイオリン部門、日本人として初優勝）
- 菅野雅紀（ピアニスト、ジャンルカ・カンポキアーロ国際音楽コンクール優勝、等）：名古屋市
- 竹澤恭子（ヴァイオリニスト、インディアナポリス国際ヴァイオリン・コンクール優勝）：大府市
- 谷辺昌央（クラシック・ギタリスト、多数の国際コンクールで優勝）：名古屋市
- 田村響（ピアニスト、ロン＝ティボー国際コンクールのピアノ部門優勝）：安城市
- 松尾葉子（指揮者、女性として唯一人、ブザンソン国際指揮者コンクールで優勝）：名古屋市
- 吉村知子 （ヴァイオリニスト、ティボール・ヴァルガ国際ヴァイオリン・コンクール優勝。新日本フィルハーモニー交響楽団第2ヴァイオリン首席奏者）：名古屋市

### その他、著名な人物
- 安彦千恵（ヴァイオリニスト）：名古屋市
- 伊藤完夫（作曲家、オルガニスト、武蔵野大学名誉教授）
- 上里はな子（ヴァイオリニスト）：豊橋市
- 大澤徹訓 （作曲家）：名古屋市
- 大谷康子（ヴァイオリニスト、東京交響楽団コンサートミストレス）：名古屋市
- 片岡祐介（マリンバ奏者、打楽器奏者、作曲家）：豊橋市
- 河合優子（ピアニスト、ポーランド在住）：岡崎市
- 小櫻秀爾（作曲家）：名古屋市
- 小櫻秀樹 （作曲家）：瀬戸市
- 榊原喜三 （マンドリン奏者）：半田市
- 島田真千子（ヴァイオリニスト、パガニーニ国際コンクール、レナート・デ・バルビエリ記念賞）：名古屋市
- 高木綾子（フルート奏者）：豊田市
- 高田三郎 （作曲家）：名古屋市
- 竹内愛（ヴァイオリニスト、高嶋ちさ子 12人のヴァイオリニスト、メンバー）：名古屋市
- 津川主一（教会音楽家）：名古屋市
- 辻本玲（チェリスト）：岡崎市
- 内藤彰 （指揮者、東京ニューシティ管弦楽団、音楽監督・常任指揮者）：名古屋市
- 中野二郎 （作曲家）
- 新実徳英 （作曲家）：名古屋市
- 西崎崇子（ヴァイオリニスト、ナクソス創業者クラウス・ハイマン夫人）：名古屋市
- 野村誠 （作曲家、ピアニスト）：名古屋市
- 坂野嘉彦 （作曲家）：名古屋市
- 広瀬正憲（作曲家）：名古屋市
- 福山孝（ピアニスト）：名古屋市
- 堀伝（ヴァイオリニスト、元NHK交響楽団コンサートマスター）
- 細野真由美 （作曲家）：豊田市
- 三橋桜子 （チェンバロ奏者）：岡崎市
- 三村奈々恵 （マリンバ奏者）：豊川市
- 森ミドリ （作曲家）：名古屋市
- 森本典子（声楽家、ソプラノ歌手）
- 南亜矢子 （作曲家）：名古屋市
- 吉田文 （オルガニスト）：名古屋市
- 渡辺健二（ピアニスト）：名古屋市

## 邦楽演奏家・作曲家
- 野村正峰（箏曲家、生田流）：名古屋市
- 野村祐子（箏曲家、生田流）：名古屋市
- 吉沢検校（地歌三味線、箏曲、胡弓、平曲演奏家、作曲家。幕末名古屋、京都で活躍、「千鳥の曲」などの作曲で有名）：愛西市
- 山口晃司（津軽三味線）
- 沢井忠夫（箏曲家）

## 浄瑠璃
- 五代目宇治紫文（浄瑠璃演奏家）：名古屋市
- 五代目竹本南部太夫（文楽義太夫節太夫、芸術祭賞 優秀賞）：常滑市
- 四代目野澤吉兵衛（文楽義太夫節三味線方）：名古屋市

## 長唄
- 五代目荻江露友（荻江節、日本芸術院賞）：名古屋市
- 二代目芳村五郎治（人間国宝）：名古屋市

## 浪曲
- 初代浪花亭駒吉：名古屋市

## 女義太夫
- 豊竹呂昇（美声と美貌で一世を風靡した女義太夫）：名古屋市

## 雅楽
- 尾張浜主（日本雅楽の祖の一人）

## ダンサー・バレリーナ
- 伊藤キム：知立市
- 越智久美子（アンナ・パヴロワ賞）：名古屋市
- 加治屋百合子（アメリカン・バレエ・シアター所属の唯一人の日本人）：名古屋市
- 花子（太田ひさ、明治から昭和初期にかけてヨーロッパで活躍。彫刻家、ロダンのモデルとしても有名）：一宮市
- 米沢唯（ヴァルナ国際バレエコンクール、金メダリスト）：名古屋市

## 現代舞踏
- 平山素子（世界バレエ&モダンダンスコンクール、金メダル、ニジンスキー賞）：名古屋市
- 浅井信好（元山海塾舞踊手、アルテ・ラグナ国際アワード特別賞）：名古屋市

## 日本舞踊
- 西川幾（名古屋西川流）：名古屋市
- 西川嘉義（名古屋西川流）：名古屋市
- 西川右近（名古屋西川流）：名古屋市
- 西川鯉之亟（名古屋西川流）：名古屋市
- 西川左近（西川流鯉風派）：名古屋市
- 二代目西川里喜代（名古屋西川流）：名古屋市
- 藤間万三哉（吾妻流）：名古屋市

## 画家

### 芸術家として世界的に著名な人物
- 荒川修作（芸術家、建築家。ニューヨーク在住）：名古屋市
- 河原温（芸術家コンセプチュアル・アートの作家。ニューヨーク在住）：刈谷市

海外が拠点の人物
- 荻須高徳（フランス・レジオンドヌール勲章、文化勲章）：稲沢市
- 牧野義雄（イギリス）：豊田市
- 松井守男（フランス・レジオンドヌール勲章）：豊橋市

### 作品が国宝等に指定されている画家
国宝、国の重要文化財、重要美術品
- 渡辺崋山（田原藩士）：田原市

国の重要文化財
- 川合玉堂（フランス・レジオンドヌール勲章、ドイツ・赤十字第一等名誉章、文化勲章）：一宮市
- 彭城百川（日本南画の祖）：名古屋市
- 田中訥言（復古大和絵の祖）：名古屋市
- 宮川長春（浮世絵師）

国の重要美術品認定
- 山本梅逸：名古屋市

### その他、著名な画家
- 大久保泰（洋画家、美術評論家）：豊橋市
- 大沢鉦一郎
- 加賀孝一郎：岐阜生まれ、名古屋育ち
- 北脇昇：名古屋市
- 鬼頭鍋三郎（日本芸術院賞）
- 月僊（画家、浄土宗の僧）：名古屋市
- 小堀四郎：名古屋市
- 斎藤吾朗：西尾市
- 齋藤真成（元・京都教育大学教授）：名古屋市
- 櫻井清香（源氏物語絵巻の復元模写）：名古屋市
- 柴田俊明：名古屋市
- 城景都：刈谷市
- 杉本健吉：名古屋市
- 高畠郁子：豊橋市
- 田村能里子：名古屋市
- 坪内滄明
- 中林竹洞：名古屋市
- 中村正義：豊橋市
- 名倉弘雄：西尾市
- 沼田月斎（浮世絵師）：名古屋市
- 服部有恒：名古屋市
- 平川敏夫：豊川市（旧・小坂井町）
- 星野眞吾：豊橋市
- 牧墨僊（浮世絵師）：名古屋市
- 松下春雄:名古屋市
- 三岸節子（女流画家の先駆者で女流画家協会創立者）：一宮市
- 水谷勇夫：名古屋市
- 宮田重雄：名古屋市
- 宮脇晴：名古屋市
- 三輪修：一宮市
- 森高雅（浮世絵師）：名古屋市
- 藪野健（日本芸術院賞）
- 山本鼎：岡崎市
- 吉田翔：名古屋市

## イラストレーター
- 今井トゥーンズ
- 宇野亜喜良（グラフィックデザイナー、イラストレーター）：名古屋市
- 梅津諭：一宮市
- 梶田達二（画家・イラストレーター）：名古屋市
- 岸田メル:名古屋市
- 後藤スズナ:名古屋市
- 駒田寿郎
- 沢野ひとし
- SHIKACHAN
- 須藤しげる：豊田市
- 寺門孝之：名古屋市
- 内藤理恵子（中日新聞の挿絵担当）
- 内藤ルネ：岡崎市
- 三輪滋

## 書家
- 小野道風（平安時代の唐風書体の大家、日本の三蹟の一人）： 春日井市
- 青山杉雨（文化勲章）：江南市
- 安藤豊邨：豊田市
- 大口周魚（明治、大正期を代表する歌人、書家）：名古屋市
- 鈴木翠軒（日本芸術院賞）：田原市
- 樽本樹邨（日本芸術院賞）
- 続木湖山：新城市
- 石川徳仁：半田市
- 原田凍谷：春日井市
- 阪正臣（歌人、書家）：名古屋市
- 円山大迂（篆刻家、書家等）：名古屋市
- 渡辺沙鴎（鶴門四天王）：名古屋市

## 彫刻家
- 加藤昭男（円空大賞）：瀬戸市
- 加藤万也（現代美術家・彫刻家）：豊田市
- 鹿野幸子（元・女子美術大学名誉教授）
- 清水九兵衛（七代目清水六兵衞、日本における抽象彫刻の第一人者）：名古屋市
- 菅沼五郎：豊橋市
- 長江録弥（日本芸術院賞）：瀬戸市
- 野々村一男（日本芸術院賞）：名古屋市
- 野本喜石：岡崎市
- 山本眞輔（日本芸術院賞）：西尾市

## 陶芸家
- 加藤民吉（瀬戸焼の磁祖）：瀬戸市
- 加藤土師萌（人間国宝）：瀬戸市
- 加藤唐九郎（元人間国宝）：瀬戸市
- 加藤友太郎：瀬戸市
- 鯉江良二（織部賞）：常滑市

## 工芸家
- 藤井達吉：碧南市
- 後藤大秀（からくり人形師。愛知県一宮市出身）

## 写真家
- 浅井慎平（コメンテーターとしても活躍）：瀬戸市
- 内海薫（生前、中部地方の写真界発展に尽力した写真家。写真家・坂田薫の実父）
- 加納典明（タレント、コメンテーター。）：名古屋市
- 坂田稔
- 田岡信橲（建築写真家）：名古屋市
- 竹内敏信（風景写真の第一人者）
- 谷口雅（写真家、写真評論家）
- 戸塚学
- 新美敬子（写真家、エッセイスト）
- 橋本典久：瀬戸市
- 長谷川周
- 東松照明（写真家）：名古屋市
- 水越武（土門拳賞）：豊橋市
- 森田正美：名古屋市
- 山田大輔：名古屋市
- 山本悍右（詩人、写真家）

## 建築家
- 笠嶋淑恵：名古屋市
- 黒川紀章（建築家）：蟹江町
- 黒川雅之：名古屋市
- 佐々木睦朗
- 佐藤武夫（早稲田大学大隈講堂の設計者、元日本建築学会会長）：名古屋市
- 津端修一：岡崎市
- 永瀬狂三（京都大学本部本館、等）：田原市
- 中村昌生（茶室・数奇屋建築・研究の第一人者、京都工芸繊維大学名誉教授）
- 浜田邦裕：名古屋市
- 松岡聡
- 宮脇檀（建築家、エッセイスト）：名古屋市

## デザイナー
- 市原えつこ（メディアアーティスト、妄想インベンター）：春日井市
- 恵美秀彦（服飾デザイナー、俳優）：名古屋市
- 奥村靫正（アートディレクター、グラフィックデザイナー、画家）
- 神谷利徳（インテリアデザイナー）：西尾市
- 岸勇希（コミュニケーション・デザイナー、カンヌ国際広告祭金賞、等）：名古屋市
- 河原淳（イラストレイター、デザイナー）
- 中村茂雄（インテリアデザイナー）：名古屋市
- 水野正夫（服飾デザイナー）：名古屋市
- 山崎亮（コミュニティデザイナー）：東海市、名古屋市、長久手市

## 詩人
- 石川丈山（漢詩）
- 一色真理（H氏賞）：名古屋市
- 茨木のり子：大阪生まれ、西尾市育ち
- 大鹿卓：名古屋市
- 金子光晴：津島市
- 北川透（高見順賞）：碧南市
- 佐藤一英：一宮市
- 佐野有美：豊川市
- 高柳誠（H氏賞、高見順賞）：名古屋市
- 中野嘉一（詩人、歌人。太宰治の主治医）
- 野口米次郎（詩人、英文学者、米英の文壇デビューを果たした唯一の日本人。イサム・ノグチは子供）：津島市
- 服部擔風（漢詩人）：弥富市
- 春山行夫：名古屋市
- 丸山薫（日本の現代詩の発展に貢献した詩人。愛知大学豊橋キャンパスの元教授。）：豊橋市
- 森槐南（明治詩壇の第一人者。宮内大臣秘書官として暗殺された伊藤博文に同行し、自身も流れ弾に当たって負傷している）
- 森春濤（明治期の漢詩壇のリーダー）

## 俳人・歌人・連歌師
- 宗碩（戦国時代の連歌師）
- 伊藤敬子（俳人）
- 鈴木花蓑（俳人、大審院書記）：半田市
- 内藤丈草（蕉門十哲の一人）：犬山市
- 富安風生（ホトトギス派を代表する俳人）：豊川市
- 加藤かな文（俳人）
- 児玉輝代（俳人）
- 高屋窓秋（俳人）：名古屋市
- 沼波瓊音（俳人、国文学者）：名古屋市
- 夫馬基彦（小説家、連句人）：一宮市
- 横井也有（『鶉衣』で有名な江戸期の俳人。化物の正体見たり枯尾花は、幽霊の正体見たり枯尾花で広まっている）：名古屋市
- 大口鯛二（歌人。千種会、創立者）
- 大塚寅彦（歌人、短歌研究新人賞）
- 岡井隆（歌人）：名古屋市
- 春日井建（歌人）：江南市
- 加藤治郎（歌人）：名古屋市
- 加藤孝男（歌人）：岡崎市
- 栗木京子（歌人）：名古屋市
- 小島ゆかり（歌人）：岡崎市
- 永井陽子（歌人）：瀬戸市
- 荻原裕幸（歌人）：名古屋市
- 阪正臣（宮廷歌人。宮中の近代「かなの美」女学校用習字教科書の編纂者）
- 穂村弘（歌人）：名古屋市（北海道生まれ）
- 松平盟子（歌人）：名古屋市
- 山中智恵子（歌人）：名古屋市
- 西尾豊作（歌人、教育者）名古屋市

## 茶人・釜師
- 織田長益（織田有楽斎、千利休七哲の一人、有楽流開祖。東京、有楽町の地名は、有楽斎の屋敷があった事に由来する）
- 上田重安（上田宗箇、上田宗箇流開祖、造園家）：名古屋市
- 前田利長（加賀藩第二代藩主、千利休十哲。七哲説もあり）：名古屋市
- 千宗室（「裏千家十一代」：「斎号:玄々斎」「道号法諱:精中宗室」。裏千家中興の祖）：岡崎市

## 能楽
狂言共同社も参照
- 野口兼資（能楽師）：名古屋市
- 十二世野村又三郎（重要無形文化財、総合認定、狂言師：野村派、和泉流・野村派中興の祖、本名：信広）
- 十四世野村又三郎（狂言師：十二世又三郎の子、本名：信行）：名古屋市
- 藤田六郎兵衛（藤田流、重要無形文化財、総合指定）：名古屋市
- 福井富有（尾張藩能楽小鼓方、福井家七代目、天保3年生〜明治26年没）:名古屋市

## 歌舞伎・関連する人物
- 名古屋山三郎（歌舞伎の創始者の一人にかぞえられる）：名古屋市
- 初代市川團蔵（歌舞伎役者）：岡崎市
- 五代目市川九蔵（歌舞伎役者）：名古屋市
- 二代目市川左升（歌舞伎役者）：岡崎市
- 六代目尾上梅幸（歌舞伎役者）：名古屋市
- 三代目河原崎権十郎（歌舞伎役者、重要無形文化財、歌舞伎総合指定保持者）：名古屋市
- 七代目澤村訥子（歌舞伎役者）：名古屋市
- 中村宗十郎（歌舞伎役者）：名古屋市
- 二代目坂東秀調（歌舞伎役者）：名古屋市
- 五代目坂東蓑助（歌舞伎役者）：知立市
- 千谷道雄（歌舞伎評論家）：名古屋市
- 服部幸雄（歴史学者、歌舞伎研究家として著名）

## 作家
- 小谷剛（芥川賞受賞者）：名古屋市
- 平野啓一郎（芥川賞受賞者）：蒲郡市
- 中村文則 （芥川賞受賞者）：東海市
- 諏訪哲史（芥川賞受賞者、群像新人文学賞 ）：名古屋市
- 大沢在昌（直木賞受賞者、『新宿鮫』）：名古屋市
- 城山三郎（直木賞受賞者、菊池寛賞）：名古屋市
- 宮城谷昌光（直木賞受賞者）：蒲郡市
- 山口洋子（直木賞受賞者）：名古屋市
- 連城三紀彦（直木賞受賞者）：名古屋市
- 笠亭仙果（戯作者・狂歌師）：名古屋市
- 坪内逍遥：尾張藩の領地だった美濃国生まれ、名古屋育ち
- 二葉亭四迷（小説家：日本近代小説の始祖）：名古屋市
- 碧野圭：名古屋市
- あかほりさとる（脚本家）：半田市
- 秋月達郎
- 浅尾大輔：新城市
- 飛鳥井千砂（小説すばる新人賞）：稲沢市
- 天野純希（小説すばる新人賞）:名古屋市
- 綾里けいし（エンターブレインえんため大賞優秀賞）
- 池永陽（純文学）
- 家田荘子（『極道の妻たち』）
- 井沢元彦（江戸川乱歩賞）：名古屋市
- 石原宙
- 磯貝治良
- 稲葉真弓（川端康成文学賞）
- 岩月悟（群像新人文学賞）
- 内田弘樹
- 内海隆一郎
- 大阪圭吉（推理作家）
- 大島真寿美（文學界新人賞）：名古屋市
- 太田忠司：名古屋市
- 大野一英
- 奥山景布子
- 小栗風葉：半田市
- 尾崎士郎（『人生劇場』）：西尾市
- 粕谷知世
- 加納新太
- 上坂冬子（ノンフィクション作家）
- 神山裕右（史上最年少で江戸川乱歩賞受賞）
- 北康利（山本七平賞）
- 木藤亜也（『1リットルの涙』）：豊橋市
- 久野豊彦（小説家、経済学者）：名古屋市
- 久綱さざれ
- 熊谷雅人
- 小酒井不木（探偵小説、江戸川乱歩の先生）：蟹江町
- Saori（『呪い遊び』）
- 佐々木味津三（『右門捕物帖』『旗本退屈男』）：設楽町
- 佐藤智加：名古屋市
- 沢田ふじ子
- 雫井脩介（『犯人に告ぐ』、『クローズド・ノート』）
- 篠田達明（作家、医師）：一宮市
- 清水義範：名古屋市
- 霜月信二郎（推理作家）：名古屋市
- 新藤悦子
- Swind（ネット小説大賞）：名古屋市
- 菅沼理恵
- 壽倉雅（脚本家）： 刈谷市
- 杉浦明平：田原市
- 墨谷渉（すばる文学賞）：一宮市
- 千田琢哉：犬山市
- 宗田理（『ぼくらの七日間戦争』）
- 高千穂遙（SF作家、脚本家）：名古屋市
- 高野和：名古屋市
- 嵩峰龍二：犬山市
- 田中明（ノンフィクション作家・翻訳家）
- 旦敬介：名古屋市
- 司城志朗
- 辻真先：名古屋市
- 豊崎由美
- 鳥井架南子（江戸川乱歩賞）
- 長坂秀佳（脚本家・推理作家）
- 中野ジロー：名古屋市
- 仲町六絵
- 中山可穂（山本周五郎賞受賞者）：名古屋市
- 西村滋（路傍の石文学賞）：名古屋市
- 野沢尚（江戸川乱歩賞）：名古屋市
- 畠中恵：高知生まれ、名古屋育ち
- 早川大介（群像新人文学賞）
- 早坂隆（ルポライター）：岡崎市
- 林寛子：名古屋市
- 平井蒼太（江戸川乱歩の弟）：名古屋市
- 広小路尚祈（群像新人文学賞）
- 深谷晶子
- 藤井誠二（ノンフィクション作家）
- 堀田あけみ（史上最年少で文藝賞受賞『1980アイコ十六歳』）：あま市
- 本田緒生：名古屋市
- 前橋梨乃
- 牧野圭祐（脚本家）：岡崎市
- 町井登志夫
- 松岡圭祐（『千里眼』）：稲沢市
- 水谷不倒：名古屋市
- 水野敬也（『夢をかなえるゾウ』）
- 水野宗徳（『おっぱいバレー』）：名古屋市
- 三輪太郎（群像新人文学賞）
- 森博嗣（推理作家・科学者）
- 米村みゆき
- 八切止夫：名古屋市
- 山口玲子：名古屋市
- 山田耕大（脚本家）：名古屋市
- 山田正紀：名古屋市
- 山田宗樹（『嫌われ松子の一生』）：犬山市
- 山村正夫（『湯殿山麓呪い村』）：名古屋市
- 吉川トリコ（R-18文学賞大賞・読者賞）
- 吉原清隆（すばる文学賞）：名古屋市
- 渡辺霞亭（小説家、新聞記者等）：名古屋市

## 文芸評論家
- 粟津則雄（文芸評論家、フランス文学者、美術評論家）
- 青海健：名古屋市
- 本多顕彰（英文学者）：名古屋市
- 本多秋五：豊田市
- 宮内豊（亀井勝一郎賞）
- 清水良典:名古屋市

## 童話・児童文学
- 阿部夏丸：豊田市
- しかたしん（児童文学作家、劇作家。元・中部日本放送ディレクター）
- 関英雄：名古屋市
- 新美南吉：半田市
- 福永令三：名古屋市

## 絵本作家
- 杉浦範茂
- 瀬川康男：岡崎市
- 三浦太郎
- 山田詩子：名古屋市
- すぎはらけいたろう：名古屋市

## 劇作家・演出家
- 天野天街：一宮市
- 竹内銃一郎（『あの大鴉、さえも』で、岸田國士戯曲賞）：半田市
- 竹内佑
- 佃典彦（『ぬけがら』で、岸田國士戯曲賞）：名古屋市
- 土田英生：大府市
- 坪内士行（坪内逍遥の養子。女優の坪内ミキ子は娘）：名古屋市
- 内藤誠（『冒険者カミカゼ -ADVENTURER KAMIKAZE-』）：名古屋市

## 映画・ドラマ製作者

### 監督
- 青池憲司（ドキュメンタリー）：名古屋市
- 天野利彦（『特別機動捜査隊』、『非情のライセンス』、『特捜最前線』、等）
- 今井夏木（『恋空』、演出『ケイゾク』、『ヤンキー母校に帰る』、等）
- 植田尚（『特命係長・只野仁 最後の劇場版』、演出『チーム・バチスタの栄光』、等）：北名古屋市
- 河合勇人（『花影』、『ハチミツドロップス』、等）
- 熊澤尚人（『陰陽師 妖魔討伐姫』、『ニライカナイからの手紙』、『おと・な・り』、等）：名古屋市
- 七里圭（映画監督、脚本家）：名古屋市
- 杉田成道（『優駿 ORACION』、演出『北の国から』シリーズ、等）：豊橋市
- 鈴木英夫（『魔子恐るべし』、『傷だらけの天使』、『高校教師』、横溝正史シリーズ、等）：蒲郡市
- 園子温（詩人としても著名、『自転車吐息』、『自殺サークル』、『紀子の食卓』、等）：豊川市
- 武重邦夫（今村昌平とともに、横浜放送映画専門学院（現・日本映画大学）を設立）：名古屋市
- 堤幸彦（『トリック劇場版』、『新生トイレの花子さん』、『金田一少年の事件簿』、等）：名古屋市
- 内藤誠（『不良番長』シリーズ等）
- 成瀬活雄（『不機嫌な果実』、脚本家として『梟の城』、『嫌われ松子の一生』、等）：刈谷市
- 林一嘉（監督・製作総指揮『アウトサイダー052』、『ローン・チャレンジャー』等）：名古屋市
- 広瀬襄（『おれは男だ!』、必殺シリーズ、等）：大府市
- 堀内甲（キネマ旬報ベストテン１位の『竜門の人々』、等）：山梨生まれ、名古屋で育つ
- 前田直樹（『ファイティング オカン』、『捜査線 LINE OVER』等）：刈谷市
- 松岡錠司（『東京タワー 〜オカンとボクと、時々、オトン〜』、『トイレの花子さん』、『バタアシ金魚』、等）：一宮市
- 松本俊夫（前衛的映像作家として著名。ピーターのデビュー作として有名な『薔薇の葬列』、『ドグラ・マグラ』、等）：名古屋市
- 三ツ村鐵治（メタルヒーローシリーズ、『美少女仮面ポワトリン』、『魔法少女ちゅうかなぱいぱい!』、等）
- 宮田宗吉（『バカバカンス』、『真空時間』、等）
- 山川直人（『時の香り -リメンバー・ミー-』、等）：新城市
- 山﨑達璽（『宮城野』、「大正ロマン三部作」は国際的に高い評価を受けている。『夢二人形』、等）：名古屋市
- 山下敦弘（『リアリズムの宿』、『リンダ リンダ リンダ』、等）
- 渡邊孝好（『ショムニ』、『ボクが病気になった理由』、等）：名古屋市

### 特撮スタッフ
- 八木正夫（美術造形家、ゴジラの造形に携わり、ガメラのぬいぐるみを製作）

### 脚本家
- 浅野有生子（『透明少女エア』、『陰の季節』、『スロースタート』、等）：名古屋市
- 荒川稔久（『仮面ライダークウガ』、『爆竜戦隊アバレンジャー』、『特捜戦隊デカレンジャー』、等）：名古屋市
- いずみ吉紘（『ムコ殿』、『セーラー服と機関銃』、『ROOKIES』）：名古屋市
- 大野敏哉（『世にも奇妙な物語』、『スイートプリキュア♪』、『武士道シックスティーン』、等）：名古屋市
- 香村純子（『炎神戦隊ゴーオンジャー』、『天装戦隊ゴセイジャー』、『海賊戦隊ゴーカイジャー』、等）
- 冨川元文（向田邦子賞、『峠の群像』、『うなぎ』、『出口のない海』、等）
- 橋部敦子（『僕シリーズ3部作』、等）：名古屋市
- 伏見晁（戦前の著名な脚本家、『学生ロマンス 若き日』、『落第はしたけれど』、『恋の花咲く 伊豆の踊子』、等）：名古屋市
- 待田堂子（『無敵看板娘』、『らき☆すた』、『おおかみかくし』、等）

## 舞台監督
- 小栗哲家（俳優の小栗旬は子供）

## 漫画家
- 赤松健
- あきづき空太
- アサイ：名古屋市
- あさのりじ（『光速エスパー』）
- 東直輝：豊橋市
- 天野明（『家庭教師ヒットマンREBORN!』）
- 天乃咲哉
- 有坂須美
- 安藤正基：一宮市
- あんど慶周（『究極!!変態仮面』）
- アントンシク：名古屋市
- 安藤なつみ
- 池田留里子
- いしかわじゅん：豊田市
- 石川秀紀：大府市
- 石坂啓：名古屋市
- イチハ
- 逸架ぱずる
- 伊藤明弘：名古屋市
- 伊藤彰：愛西市
- イワモトケンチ：春日井市
- うさくん
- うすた京介：熊本育ち
- ウノ・カマキリ：知立市
- 江川達也：名古屋市
- 大江慎一郎
- 大塚由美
- 大橋薫：岩倉市
- 大橋裕之：蒲郡市
- 大ハシ正ヤ
- 大雪師走：名古屋市
- おかざきみつき（CIRCUS、スクウェア・エニックス所属）：知立市
- 奥谷かひろ：半田市
- 小椋アカネ：名古屋市
- おざわゆき：名古屋市
- オダトモヒト：蒲郡市
- 小野敏洋（『電撃!ピカチュウ』）
- 海明寺裕：名古屋市
- 可歌まと
- かがみあきら：名古屋市
- カゴ直利（『猿飛佐助』）：名古屋市
- 加治佐修
- 華不魅：名古屋市
- かぢばあたる
- カトウハルアキ
- カミムラ晋作
- 河合じゅんじ
- 河内美雪
- かわすみひろし（『大使閣下の料理人』）：名古屋市
- 河惣益巳（『ツーリング・エクスプレス』）：豊橋市
- 川村美香 （『だぁ!だぁ!だぁ!』）

- きお誠児
- 菊池としを：東海市
- 木崎ひろすけ （『少女・ネム』）
- 鬼頭莫宏（『なるたる』、『ぼくらの』）
- 清原紘：名古屋市
- 桐原いづみ（『ひとひら』）
- 草川為
- 楠桂：岩倉市
- 久世番子：東海市
- 倉橋寛：江南市
- くるねこ大和
- 高坂りと
- 高信太郎：蒲郡市
- 後藤スズナ：豊田市
- 小林ゆき
- 込由野しほ
- 近藤和久：豊田市
- 斉藤倫
- さくらあすか
- 桜木さゆみ：安城市
- サトウサンペイ：名古屋市
- 佐野妙
- 澤井啓夫（『ボボボーボ・ボーボボ』）：豊橋市
- 潮見知佳
- 士貴智志：春日井市
- しんむらけーいちろー
- 杉浦守
- スケラッコ（『平太に怖いものはない』）：名古屋市
- 杉原涼子
- 鈴木翁二（『オートバイ少女』）：幡豆郡一色町
- 鈴羅木かりん
- 高城玲
- たかはまこ：高浜市
- 田口雅之（『バトル・ロワイアル』）
- 竹内文香：大府市
- 竹内じゅんや：岡崎市
- 竹内元紀：岡崎市
- 田中道明
- 田中メカ：東浦町
- 種村有菜（『神風怪盗ジャンヌ』）：一宮市
- ぢたま(某)：稲沢市
- 辻真先：名古屋市
- 都築和彦
- つるまいかだ
- ときわ藍
- 所ゆきよし
- 豊田アキヒロ
- とりいかずよし：岡崎市
- 鳥山明（『Dr.スランプ』、『ドラゴンボール』）：清須市
- 長尾謙一郎

- 中崎タツヤ
- ながてゆか
- 中村かなこ：豊橋市
- 中村嘉宏
- 西修
- 萩尾彬
- 橋本省吾：尾張旭市
- 鳩胸つるん
- 早瀬マサト：名古屋市
- 春場ねぎ
- ハロルド作石（『BECK』、『ゴリラーマン』）
- 坂ノ睦：大府市
- ひかわ博一
- ひぐらしカンナ：名古屋市
- 久松文雄：名古屋市
- 日高万里（『秋吉家シリーズ』）：豊川市
- 火村正紀
- 緋呂河とも：名古屋市
- 藤末さくら
- 藤田麻貴
- 藤宮あゆ：名古屋市
- 藤原ゆか：名古屋市
- 船戸明里
- ほしの竜一
- 堀越耕平
- ほったゆみ：岡崎市
- 牧野和子
- 牧野博幸
- 真倉翔
- 真柴ひろみ：名古屋市
- 増田こうすけ：三重育ち
- 間瀬元朗
- 松月滉
- みこくのほまれ：名古屋市
- みず谷なおき
- 水都あくあ：名古屋市
- 水原賢治
- 武藤啓
- 村上よしゆき
- 村瀬範行：碧南市
- もりけん
- 森田信吾
- 森哲郎：名古屋市
- 諸岡きゅうこ
- 八神千歳（『まんがみたいな恋したいっ!』）
- 柳原望
- 山田卓司
- 雪森さくら
- 横井孝二（『元祖! SDガンダム』）：名古屋市
- 横山まさみち （『マイティジャック』）：名古屋市
- 吉田正紀
- 若尾はるか

## アニメーション制作関係者
- 荒木伸吾（アニメーター、キャラクターデザイナー）：名古屋市
- 安藤正浩（アニメーター）
- いしづかあつこ（アニメ演出家）
- 磯光雄（アニメーター、アニメ監督）
- 板垣伸（アニメーター、アニメ監督）
- うのまこと（アニメーター、キャラクターデザイナー）
- 大畑晃一（メカニックデザイナー、アニメ監督）
- 大平晋也（アニメーター）
- 大宮三郎（アニメプロデューサー）
- 神谷ろん（アニメーター）
- 近藤高光（アニメーター、キャラクターデザイナー）
- 佐藤順一（アニメ監督）
- 司馬元（テレビアニメ製作家）
- 谷口悟朗（アニメ演出家、監督）
- 永川成基（アニメ脚本家）：名古屋市
- 成田良美（アニメ脚本家）
- 西尾鉄也（アニメーター、キャラクターデザイナー）
- 林明美（アニメーター）
- 平松禎史（アニメーター）
- 堀井久美（アニメーター）：名古屋市
- 牧野竜一（アニメーター）
- 宮田奈保美（アニメーター、キャラクターデザイナー）
- 山村浩二（アニメーション作家）

## 作詞家
- 永原さくら：名古屋市
- 西脇唯（作詞家、作曲家、作家）
- 山口洋子（元女優で小説家でもある。『うそ』『よこはま・たそがれ』などを作詞した。五木ひろしを育成した）：名古屋市
- LISAGO（作詞家、作曲家、レコーディングディレクター、シンガーソングライター）
- 竜真知子（『ハートのエースが出てこない』、『スマイル・フォー・ミー』、『夏のヒロイン』等）
- 有森聡美（作詞家）：名古屋市

## 作曲家
- 伊藤祐二（作曲家）
- 伊藤雪彦（『別れの夜明け』、『おんな港町』等）：豊橋市
- 岩田雅之（作曲家、編曲家、ヴォーカリスト）
- 岩舘こう（ゲームミュージック等）
- 太田剣（ジャズサックスプレーヤー、作曲家）
- 菊田裕樹（『聖剣伝説2』、『聖剣伝説3』等）
- 喜多郎（ゴールデングローブ賞、グラミー賞）：豊橋市
- 久米康隆（作曲家、編曲家）
- 近藤浩治（『スーパーマリオブラザーズ』、『ゼルダの伝説』等）：名古屋市
- 斉藤恒夫（『長良川艶歌』の編曲、等）：豊川市
- 高田三郎
- 高田弘（『喝采』、『わたしの青い鳥』の編曲、等）
- 冨田勲（作曲家、編曲家、シンセサイザー奏者）：岡崎市
- 馬飼野康二（『傷だらけのローラ』等、多数の大ヒット曲の作曲を手がけている）：豊橋市
- 馬飼野俊一（『めぐり逢う青春』、『君が美しすぎて』等）：豊橋市
- 松平信博（松平郷松平家出身。『侍ニッポン』、『ルンペン節』、『天国に結ぶ恋』等）：豊田市
- 森一也（作曲家・音楽評論家）
- 桃井聖司（ゲームミュージック等）
- 柳英一朗（作曲家、編曲家、ベーシスト）：名古屋市
- 山口保治（『かわいい魚屋さん』等）：豊川市
- 山本正之（『燃えよドラゴンズ!』、『タイムボカンシリーズ』の作詞、作曲、等）：安城市
- 渡辺宙明（『人造人間キカイダー』、『秘密戦隊ゴレンジャー』等）
- 渡辺俊幸（元赤い鳥）：名古屋市

## 評論家
- 相羽秋夫（演芸評論家）：名古屋市
- 井垣利英（評論家）：名古屋市
- 伊藤剛（漫画評論家）
- 伊藤肇（評論家）：名古屋市
- 大橋武夫（経営評論家、元陸軍軍人、実業家）：蒲郡市
- 呉智英（評論家）：清須市
- 小島貞二（相撲・演芸評論家、元大相撲力士）：豊橋市
- 柘植久慶（軍事評論家、作家）
- 西田和彦（競馬評論家）：名古屋市
- 廣中邦充（教育評論家）：岡崎市

## その他の文化人
- 青木康晋（元週刊朝日編集長、元朝日新聞出版社長・会長、東日本国際大学副学長）：豊橋市
- 井坂健一郎（美術家、山梨大学准教授）
- 石井貴士(作家、心理カウンセラー、元信越放送アナウンサー）：名古屋市
- Codama（砂場研究家）
- 小堀純（編集者）：名古屋市
- 鈴木克明（元「めざましテレビ」チーフプロデューサー、元フジテレビ専務、元テレビ西日本社長）
- 千田琢哉（著述家）：犬山市
- 高瀬伸（ゲームシナリオライター）
- 竹井10日（ゲームクリエイター）
- 竹内久美子（エッセイスト）
- 竹田太郎（映画・テレビ・イベント・プロダクトデベロップメントプロデューサー）：春日井市
- 田辺莉咲子（スポーツタレント、フィットネストレーナー、パルクールアーティスト）
- 内藤時浩（ゲームクリエイター）：名古屋市
- 中村融（SF翻訳家）
- 夏目幸明（フリーライター）
- 野呂エイシロウ（放送作家）：大府市
- 早川一光（医師。NHKのドラマ人間模様、『とおりゃんせ』のモデル）：東海市
- ペリー荻野（コラムニスト）
- 眞木準（コピーライター）：知多市
- 松井高志（フリーライター）
- 円山大迂（篆刻家、書家）：名古屋市
- 南久惠（美容研究家、デザイナー、ミセス・グローブ2015日本代表、ミセス・ユニバース2016日本代表、ミセス・アース2017初代日本代表）：名古屋市
- 村上博基（翻訳家）
- 水谷孝次（アートディレクター）：名古屋市
- 宮本延春（教育者、エッセイスト）
- 矢野悦子（スタイリスト）